# Ханбулаг (Ахсуйский район)
Ханбулаг (азерб. Xanbulaq) — село в Ахсуйском районе Азербайджана.
Во время армяно — азербайджанского конфликта население было вынуждено покинуть село. Некоторые отправились в Краснодарский край, некоторые в Ставропольский, также есть и в Америке,во Франции,в Бельгии,в Германии, в Голландии, Греции, на Украине,в государств средние Азии, Белоруссии, Армении, и в других странах.
В исторических архивных документациях не сохранились исторические факты образования Гюрджевана, не известны первые обитатели села. Однако по сохранившимся до наших дней надгробным камням «Старого кладбища» можно сделать вывод о том, что в XIV-XV веках Гюрджеван жил полноценной жизнью. Гюрджеван в разные исторические периоды имел свой керамический завод, вино водочный завод, церковь и многое другое. Природа в окрестностях села богата пышными лесами, реками, родниками с целебной водой, лугами с обильной живностью, виноградниками. Инфраструктура села была уникальной, были свои административные здания, библиотека с запасом книг на разных языках, кинотеатр в «греческом стиле», памятники неизвестному солдату и участникам ВОВ.